# Brandweer Sneek
De Brandweer Sneek is sinds 2011 een onderdeel van de gemeentelijke Brandweer Súdwest-Fryslân & Littenseradeel en is gericht op brandbestrijding in de stad Sneek. Het korps is, met uitzondering van een kleine managementlaag, een vrijwillig brandweerkorps en was tot 2011 een zelfstandig gemeentelijk brandweerkorps.

## Historie
De historie van de Sneker brandweer gaat ver terug. Al in de historische kroniek van Eelco Napjus komt brandbestrijding en -preventie in Sneek naar voren. Sinds 1738 worden er bovendien op strategische plaatsen in de stad brandspuiten opgesteld in daarvoor bestemde huisjes. Deze spuiten stonden op de Vismarkt, de Oude Koemarkt en bij de Oosterpoort. De stad Sneek had brandmeesters aangesteld voor het onderhoud en management. Indertijd hield men ook regelmatig een controle van blusmiddelen bij mensen thuis, op schouwdagen moesten zij een lederen emmer met water ter controle aan de voordeur zetten.
Op de hoek van het Oud Kerkhof en het Martiniplein is later een brandweerkazerne verrezen. Deze is later gesloopt en heeft plaatsgemaakt voor andersoortige nieuwbouw. In 1935 had het korps de beschikking over 56 manschappen.

### 21ste eeuw

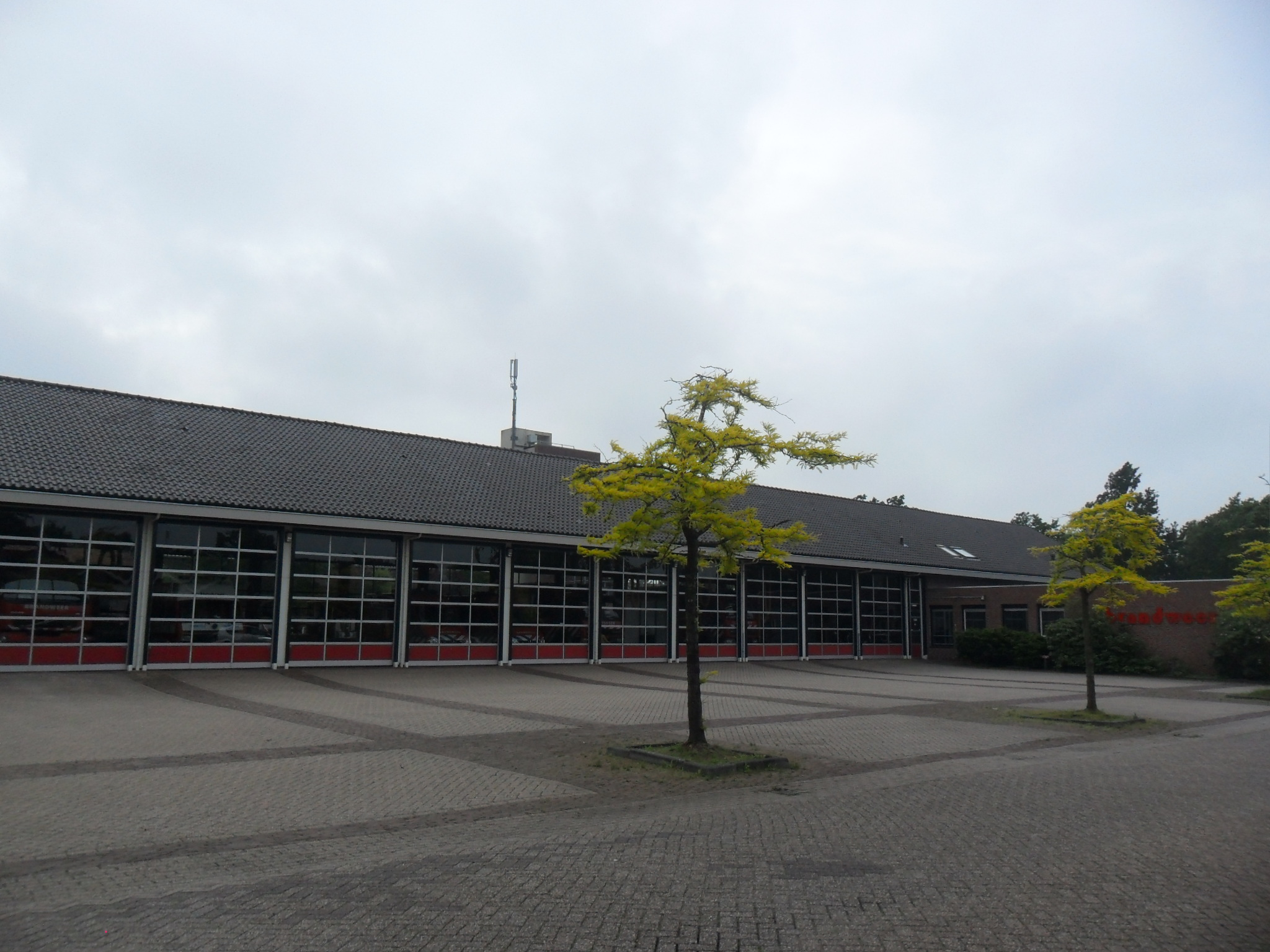
Kazerne in Sneek.

Sinds eind 21ste eeuw is de brandweer gehuisvest in een kazerne in de wijk Malta. Het korps bestaat in 2008 uit 55 leden en is verdeeld over blusgroepen 331, 332 en 333. Bijzonder materieel waarover dit korps de beschikking heeft is de zogenaamde brandweerboot en een duikteam. Tot 2011 was de Brandweer Sneek een zelfstandig vrijwilligerskorps binnen de Veiligheidsregio Fryslân. Na de gemeentelijke herinrichting is het korps per 1 januari 2011 opgegaan in het korps Brandweer Súdwest-Fryslân & Littenseradeel.

## Grote branden
Enkele grote incidenten waarbij de Brandweer Sneek betrokken was zijn:
- Overstroming van 1910, 1911
- Watersnood 1916
- Stadsbrand van 1925, omgeving Marktstraat
- Brand Synagoge van Sneek in 1944
- Brand Waag van Sneek in 1945
- Overstroming van 1966
- Grote brand V&D 1970
- Brand Doopsgezinde Kerk in 1972
- Brand sigarenmagazijn Deli in 1980
- Brand restaurant Nieuw-Azie in 1985
- Stadsbrand omgeving Martiniplein in 2004